# 中川元
中川 元（なかがわ はじめ、1852年1月7日（嘉永4年12月16日） - 1913年9月28日）は明治時代の日本の教育者、文部官僚。第四高等中学校（金沢大学の前身の一つ）、第五高等学校（熊本大学の前身の一つ）、第二高等学校（東北大学の前身の一つ）、仙台高等工業学校（東北大学工学部の前身の一つ）の校長を歴任した。旧名・孫一郎、号は槐陰。

## 経歴
信濃国飯田城下に信濃飯田藩士中川逸山の長男として生まれる。1871年藩の貢進生に選ばれ大学南校に進み、フランス語を学ぶ。文部省より出向の同校職員九鬼隆一と知遇を得る。1874年文部省に出仕し、外国語学校教授に任じらた。1878年1月にフランスに留学を命じられる。師範制度の調査とともに、文部大書記官としてパリ万博に派遣された九鬼の世話係を務めた。
1881年11月に帰国し、二等属として文部本省に奉職する。1885年4月には文部権少書記官に昇進する。文部省普通学務局書記官・視学官、文部大臣秘書官等をへて参事官となる。1889年の文部大臣森有礼刺殺事件の際には森の随行員として事件に遭遇。1891年第四高等中学校、1893年第五高等中学校、1900年第二高等学校校長、1911年仙台高等工業学校を歴任した。
1912年11月18日、錦鶏間祗候を仰せ付けられた。その他、師範学校条令取調委員、文部省予算説明調査委員等を務めた。
孫に中川浩一。

## 栄典
位階
- 1885年（明治18年）6月5日 - 正七位[4]
- 1895年（明治28年）3月11日 - 従五位[5]
- 1898年（明治31年）5月10日 - 正五位[6]
- 1903年（明治36年）6月29日 - 従四位[7]
- 1908年（明治41年）8月20日 - 正四位[8]

勲章等
- 1896年（明治29年）12月25日 - 勲五等瑞宝章[9]
- 1898年（明治31年）12月28日 - 勲四等瑞宝章[10]
- 1902年（明治35年）12月27日 - 勲三等瑞宝章[11]

## 著作
訳書
- 『教育美談 文華之灯』 金港堂、1987年7月
- 『修身鑑』 辻敬之、1889年7月（全7冊）

## 関連文献
- 中川浩一 「『明法寮』生徒中川元」（『書斎の窓』第246号、有斐閣、1975年10月）
  - 「中川元小伝」（『旧制高等学校史研究』第7号、旧制高等学校資料保存会、1976年1月 ／ 第8号、1976年4月 ／ 第9号、1976年7月）
  - 「「法蘭西師範制度取調」顛末」（『仏蘭西学研究』第8号、日本仏学史学会、1978年3月）
  - 中川浩一「第五高等学校長中川元:熊本時代のハ-ンと漱石外伝」『茨城大学教育学部紀要 人文・社会科学・芸術』第29号、茨城大学教育学部、1980年3月、35-49頁、ISSN 0386765X、NAID 120005514489。
  - 「第四高等中学校長中川元 : 金沢時代の狩野亨吉をめぐって」 茨城大学教育学部紀要 人文・社会科学・芸術 30号、1981年3月、NAID 120005514498
  - 「第二高等学校長中川元 : 埋れたままの海洋学者」 茨城大学教育学部紀要 人文・社会科学・芸術 32号、1983年3月、NAID 120005514533
  - 「文部大臣秘書官中川元 : 森有礼とのかかわりからみた」 茨城大学教育学部紀要 人文・社会科学・芸術 第33号、1984年3月、NAID 120005514470
  - 「文部省視学官中川元 : 第二地方部巡回当時の言動からみた（その一）」 茨城大学教育学部紀要 人文・社会科学・芸術 第34号、1985年3月、NAID 120005514528
  - 「文部省視学官中川元 : 明治二十四年・岩手県内学事巡視の足どりを追う」 茨城大学教育学部紀要 人文・社会科学・芸術 第36号、1987年3月、NAID 120005514502
  - 「東京外国語学校訓導中川元 : 先輩・同僚・友人・教え子とのかかわりから見た」 茨城大学教育学部紀要 人文・社会科学・芸術 第37号、1988年3月、NAID 120005514540
  - 「文部四等属中川元 : 仏国師範学科取調の経緯」 茨城大学教育学部紀要 人文・社会科学・芸術 第39号、1990年3月、NAID 120005514478
- 富田仁『フランスに魅せられた人びと : 中江兆民とその時代』カルチャー出版社、1976年。 NCID BN00366755。全国書誌番号:77012933。
  - 富田仁『フランスとの出会い : 中江兆民とその時代』三修社、1981年。ISBN 4384037147。 NCID BN03570099。全国書誌番号:82009623。
- 鈴木博雄「明治期文部官僚の教育史的研究」『日本近代教育史の研究』振学出版、1990年。ISBN 4795285888。 NCID BN05474245。全国書誌番号:91005485。
  - 鈴木博雄, 掛本勲夫, 坂本保富, 蛭田道春, 麻生千明「文部官僚中川元文書」『日本の教育史学』第20巻、教育史学会、1977年、106-123頁、doi:10.15062/kyouikushigaku.20.0_106、ISSN 0386-8982、NAID 110009800533。
- 平田宗史著 『欧米派遣小学師範学科取調員の研究』 風間書房、1999年3月、ISBN 4759911413
- 「中川元資料」（長野県立歴史館編 『長野県立歴史館収蔵文書目録 7』 長野県立歴史館、2008年3月）